# Zakasz Kamalidenow
Zakasz Kamalidenuły Kamalidenow (ros. Закаш Камалиденович Камалиденов, ur. 10 czerwca 1936 w rejonie orpa-nowobogatyńskim obwodu gurjewskiego (obecnie obwód atyrauski), zm. 7 maja 2017 w Ałmaty) – radziecki i kazachski polityk, przewodniczący Prezydium Rady Najwyższej Kazachskiej SRR w 1988, generał major.

## Życiorys
W 1958 ukończył Moskiewski Instytut Naftowy im. Gubkina i został starszym operatorem w rafinerii. 1959–1961 I sekretarz żylokosińskiego komitetu rejonowego Komsomołu, 1961–1963 I sekretarz obwodowego komitetu Komsomołu w Gurjewie (obecnie Atyrau), 1963–1964 zastępca kierownika Biura Organizacyjnego Krajowego Komitetu Komunistycznej Partii Kazachstanu (KPK) Zachodniego Kazachstanu w Szewczenko (obecnie Aktau), 1964–1968 II sekretarz Szewczenkowskiego Miejskiego Komitetu KPK. 1968-1970 studiował w Wyższej Szkole Partyjnej przy KC KPZR, po czym został przewodniczącym Gurjewskiej Obwodowej Rady Związków Zawodowych, od grudnia 1970 do stycznia 1978 I sekretarz KC Komsomołu Kazachstanu, 1978-1979 II sekretarz Komitetu Obwodowego KPK w Celinogradzie (obecnie Astana), 1979-1980 starszy inspektor w Departamencie Inspekcji KGB ZSRR, 1980–1982 zastępca przewodniczącego, a 1982-1985 przewodniczący KGB w Kazachskiej SRR w stopniu generała majora, 1980–1982 i ponownie 1985–1988 sekretarz KC KPK, od 9 lutego 1988 do grudnia 1988 przewodniczący Prezydium Rady Najwyższej Kazachskiej SRR. 1986-1989 kandydat na członka KC KPZR, 1984-1989 członek Rady Narodowości Rady Najwyższej ZSRR.

## Odznaczenia
- Order Lenina
- Order Rewolucji Październikowej
- Order Czerwonego Sztandaru Pracy (trzykrotnie)
- Order „Znak Honoru”

I medale.